# قزل‌قایه (ترکمنستان)
قزل‌قایه (به ترکمنی: Gyzylgaya، قیٛزیٛل‌قایا) یک شهرک در ترکمنستان است که در شرق این کشور جای دارد.